# Parti pour la démocratie et le progrès (Burkina Faso)
Pour les articles homonymes, voir Parti pour la démocratie et le progrès.
Le Parti pour la démocratie et le progrès (PDP) est un ancien parti politique du Burkina Faso.
Il est fondé en 1994 par Joseph Ki-Zerbo. Dans les années 1990, le PDP était un important parti d'opposition. 
Il fusionne en 2001 avec le Parti socialiste pour former le Parti pour la démocratie et le progrès/Parti socialiste (PDP/PS).